# Mikel Abrego
Mikel Abrego Txopeitia es un músico español originario de Andoáin, en la provincia vasca de Guipúzcoa. Ha tocado con muchos grupos y ha colaborado con varios artistas a la batería. Entró en BAP!! en septiembre de 1988, en Negu Gorriak en 1991, en Nación Reixa en 1996 y en Parafünk en 1995. Además, formó el Trío Kempes y -Gailu en 2002 e Inoren Ero Ni en 2004. Ha trabajado con Fermin Muguruza desde el debut en solitario de este y con Anari desde su primer disco en 1997, a quienes ha acompañado en sus respectivas carreras en todo momento. Además, trabaja en los estudios Garate, propiedad de Kaki Arkarazo.

## Colaboraciones

### Fermin Muguruza
Mikel Abrego ha tocado la batería en los siguientes discos de Fermin Muguruza:
- En «Newroz», «Harria» y «Ari du hotza», de Brigadistak Sound System (Esan Ozenki, 1999). CD.
- FM 99.00 Dub Manifest (Esan Ozenki, 2000). CD.
- In-komunikazioa (Metak-Kontrakalea, 2002). CD.
- Sala Apolo, Barcelona 21/01/04 (Metak-Kontrakalea, 2004)

Realizó una remezcla de «Newroz» titulada «Newroz 707», que apareció en ErREMIXak (Esan Ozenki, 1999). Además, ha tocado la batería en las diferentes bandas de Fermin: Fermin Muguruza Dub Manifest (1999-2001), Fermin Muguruza Kontrabanda (2002-2004) y Fermin Muguruza Afro-Basque Fire Brigade (2007).

### Anari
Ha grabado la batería en los siguientes discos de Anari (además de acompañarla en directo):
- Anari (Esan Ozenki, 1997).
- Habiak (Esan Ozenki, 2000).
- Zebra (Metak, 2005).

## Discografía

### BAP!!
- Zuria Beltzez (Basati Diskak, 1992).
- Lehertzeko garaia (Esan Ozenki, 1994).
- ...Ta Bestela Ondo? (Esan Ozenki, 1996). VHS.
- Bazen (Metak, 2003) CD con DVD. EL DVD recoge el concierto, el material de ...Ta Bestela Ondo?, una parodia de Batman llamada Bapman (aparecida en el vídeo Hitz Egin, Esan Ozenki, 1996) y la primera maqueta del grupo remasterizada.

### Negu Gorriak
- Negu Gorriak (Oihuka, 1990). LP y CD. Reeditado en por Esan Ozenki en 1996.
- Gure Jarrera (Esan Ozenki, 1991). LP y CD.
- Herrera de la Mancha. 90-12-29 (Esan Ozenki, 1991). VHS.
- Gora Herria (Esan Ozenki, 1991). Maxisingle. Reeditado en CD en 1994, incluyendo como tema extra «Apatxe gaua».
- Tour 91+1 (Esan Ozenki, , 1992). VHS.
- Borreroak Baditu Milaka Aurpegi (Esan Ozenki, 1993). Doble LP y CD.
- Negu Gorriak Telebista (Esan Ozenki, 1994). VHS.
- Hipokrisiari Stop! Bilbo 93-X-30 (Esan Ozenki, 1994). Disco en directo. LP y CD.
- Ideia Zabaldu (Esan Ozenki, 1995). LP y CD.
- Ustelkeria (Esan Ozenki, 1996). Recopilatorio de maquetas y rarezas; originalmente editado como disco de apoyo que sólo se vendía por correo. Reeditado para la venta en 1999.
- Salam, Agur (Esan Ozenki, 1996). CD.
- 1990 - 2001 (Metak, 2005). DVD. Incluye los tres VHS y parte de los conciertos que dieron en 2001. Incluye un CD con temas en directo de esos mismos conciertos.

### Nación Reixa
- Safari mental (Esan Ozenki, 1997).

### Parafünk
- Prologo (Novophonic, 1996).
- Disco Nudo (Novophonic, 1997).
- Desenlace (Novophonic, 1997).
- Epïlogo (Novophonic/Esan Ozenki, 1997).

### Trío Kempes
- «Summer City Love» (Novophonic, 2002). Single.

### -Gailu
- Kutxa beltza (Metak, 2002).

### Inoren Ero Ni
- Inoren Ero Ni (Metak, 2004).
- Gronhölm (Bidehuts, 2008).

### Javi P3z Orquesta
- Sports (HiTop, 2004).
- Ping Pong (Beatfanatic Remixes) (HiTop 2004).
- El Pinball, Domino, Fútbol-in (Dave da Gato, Diesler, Watch TV Remixes) (HiTop, 2005).